# Nabumeton
Nabumeton (nazwa międzynarodowa: Nabumetone) (ATC: M 01 AX 01) – lek z grupy niesterydowych przeciwzapalnych, mający zdolność względnie wybiórczego hamowania cykloksygenazy COX-2, działający przeciwzapalne, przeciwbólowo i przeciwgorączkowo.
Jest uważany za lek względnie bezpieczny, rzadko powoduje uszkodzenia błony śluzowej żołądka, co związane jest, oprócz preferencyjnego blokowania COX-2, z jego wchłanianiem w niezmienionej postaci i następującemu dopiero wówczas w wątrobie metabolizmowi "pierwszego przejścia" do aktywnego kwasu 6-metoksy-2-naftylooctowego (6-MNA).

## Wskazania
- choroba zwyrodnieniowa stawów
- reumatoidalne zapalenie stawów

## Przeciwwskazania i działania niepożądane
Przeciwwskazania:
- uczulenie na lek,
- uczulenie na niesterydowe leki przeciwzapalne z następowymi reakcjami alergicznymi,
- czynna choroba wrzodowa żołądka lub dwunastnicy,
- ciężka niewydolność wątroby,
- ciąża i okres karmienia piersią,
- dzieci do 14 roku życia.

Działania niepożądane
- tendencja do zatrzymania wody w organizmie z następowymi obrzękami i podwyższeniem ciśnienia tętniczego krwi
- ze strony układu pokarmowego:
  - biegunka,
  - dyspepsja,
  - bóle brzucha,
  - zaparcia,
  - nudności,
  - zapalenie błony śluzowej żołądka i owrzodzenie żołądka i\lub dwunastnicy,
  - krwawienie z przewodu pokarmowego,
  - zapalenie jamy ustnej.
- ze strony układu nerwowego:
  - depresja,
  - astenia,
  - bezsenność,
  - bóle i zawroty głowy.
- ze strony skóry:
  - świąd,
  - wysypka skórna,
  - zespół Lyella,
  - zespół Stevensa-Johnsona.
- ze strony innych układów:
  - obrzęki,
  - śródmiąższowe zapalenie nerek,
  - wstrząs anafilaktyczny,
  - eozynofilowe zapalenie płuc,
  - obrzęk naczynioruchowy,
  - uszkodzenie układu krwiotwórczego.

## Interakcje
- zwiększa stężenie doustnych leków przeciwcukrzycowych z grupy pochodnych sulfonylomocznika i przeciwdrgawkowych z grupy pochodnych hydantoiny,
- nasila działanie doustnych leków przeciwzakrzepowych,
- obniża skuteczność leków stosowanych w leczeniu nadciśnienia tętniczego.

## Dawkowanie
Ściśle według wskazań  lekarza! Zwykle stosuje się jednorazowo 1 gram wieczorem. Dawka maksymalna 2 g na dobę (wówczas podawane 2 razy dziennie po 1 g).

## Dostępne preparaty
- Coxalgan
- Nabuton
- Relifex
- Rodanol S